# Font de l'Aviador
La Font de l'Aviador és una font de l'antiga caseria de Segan, de l'antic terme d'Hortoneda de la Conca, pertanyent a l'actual municipi de Conca de Dalt, al Pallars Jussà.
Està situada a 1.670 m d'altitud, al sector nord-est del terme, a llevant de les Bordes de Segan i al sud-oest dels Masos de la Coma. És a la vall de la llau de Perauba, al sud-est de la Torre de Perauba, a la dreta de la llau de l'Obaga de Sacoberta, afluent de la de Perauba.
És en un lloc molt emboscat i obac, difícil de trobar.